# Théâtre sud de la guerre d'indépendance des États-Unis
Guerre d'indépendance des États-Unis
Batailles
Théâtre sud de la guerre d'indépendance des États-Unis (1775-1779)
- Gunpowder Incident
- Kemp's Landing
- Snow Campaign
- Savage's Old Fields
- Great Bridge
- Norfolk
- Moore's Creek Bridge
- Rice Boats
- Sullivan's Island
- Lindley's Fort
- Thomas Creek
- Frederica
- Alligator Bridge
- Prise de Savannah
- Beaufort
- Kettle Creek
- Brier Creek
- Stono Ferry
- Siège de Savannah

- Siège de Charleston
- Monck's Corner
- Lenud's Ferry
- Waxhaws
- Mobley's Meeting House
- Ramsour's Mill
- Huck's Defeat
- Colson's Mill
- Rocky Mount
- Hanging Rock
- Camden
- Fishing Creek
- Musgrove Mill
- Wahab's Plantation
- Black Mingo
- Charlotte
- Kings Mountain
- Shallow Ford
- Fishdam Ford
- Blackstock's Farm
- Cowpens
- Cowan's Ford
- Torrence's Tavern
- Massacre de Pyle
- Wetzell's Mill
- Guilford Court House
- Fort Watson
- Hobkirk's Hill
- Fort Motte
- Augusta
- Ninety-Six
- House in the Horseshoe
- Chesapeake
- Eutaw Springs
- Lindley's Mill
- Yorktown
- Videau's Bridge
- Baie d'Hudson
- Combahee River

Le théâtre sud de la guerre d'indépendance américaine se trouve au cœur des opérations dans la seconde moitié de la guerre d'indépendance des États-Unis. Pendant les trois premières années du conflit, les plus grandes batailles militaires se déroulent essentiellement dans le Nord autour des villes de Boston, New York et Philadelphie. Après l'échec de la campagne de Saratoga, les Britanniques ont en grande partie abandonné les opérations dans les colonies centrales (en) et ont poursuivi une stratégie d’assujettissement des colonies du Sud.

## Déroulement
Le théâtre sud de la guerre d’indépendance américaine a été le théâtre central des opérations militaires de la seconde moitié de la guerre d’indépendance américaine, 1778-1781. Il englobait principalement des engagements en Virginie, en Géorgie, en Caroline du Nord et en Caroline du Sud. La tactique consistait à la fois en batailles stratégiques et en guérilla.
Au cours des trois premières années du conflit, de 1775 à 1778, les plus grandes rencontres militaires entre l’armée continentale et l’armée britannique ont eu lieu dans les colonies de la Nouvelle-Angleterre et du Centre, autour des villes de Boston, New York et Philadelphie. Après l’échec de la campagne de Saratoga, l’armée britannique abandonna en grande partie les opérations dans le nord et rechercha la paix en contrôlant les colonies du sud.  Avant 1778, ces colonies étaient largement dominées par des gouvernements et des milices contrôlés par les Patriotes, bien qu’il y ait également eu une présence de l’armée continentale qui a joué un rôle dans la défense de Charleston en 1776, la suppression des milices loyalistes et les tentatives de chasser les Britanniques de la Floride orientale fortement loyaliste.
Les Britanniques commencèrent à mettre en œuvre leur « stratégie au Sud » à la fin de 1778 en Géorgie. Ils ont d’abord connu le succès avec la prise de Savannah, qui a été suivie en 1780 par des opérations en Caroline du Sud qui ont inclus la défaite des forces continentales à Charleston et Camden. Dans le même temps, la France (en 1778) et l’Espagne (en 1779) déclarent la guerre à la Grande-Bretagne en soutien aux États-Unis. L’Espagne s’empara de toute la Floride occidentale britannique, ce qui culmina avec le siège de Pensacola en 1781. La France n’offrit initialement qu’un soutien naval pendant les premières années qui suivirent sa déclaration de guerre, mais en 1781, elle envoya un grand nombre de soldats rejoindre l’armée du général George Washington et marcha sur la Virginie depuis New York. Le major-général Nathanael Greene, qui a pris la relève en tant que commandant de l’armée continentale après Camden, s’est engagé dans une stratégie d’évitement et d’usure contre les Britanniques. Les deux forces se livrèrent à une série de batailles, dont la plupart furent des victoires pour l’armée britannique. Cependant, le coût élevé en pertes l’a affaiblie, tandis que l’armée continentale est restée en grande partie intacte pour continuer les combats. La bataille de Guilford Courthouse en est le meilleur exemple. Plusieurs victoires américaines, telles que les batailles de Ramseur’s Mill, Cowpens et Kings Mountain, ont également servi à affaiblir la force militaire britannique. L’engagement culminant, le siège de Yorktown, se termina par la reddition du lieutenant-général britannique Charles Cornwallis le 19 octobre 1781. Ce fut essentiellement la dernière grande bataille de la guerre d’Indépendance, Peu de temps après, les négociations entre les États-Unis et la Grande-Bretagne ont commencé, aboutissant au traité de Paris de 1783.

### Source
- (en) Cet article est partiellement ou en totalité issu de l’article de Wikipédia en anglais intitulé « Southern theater of the American Revolutionary War » (voir la liste des auteurs).